# Schlacht von Jiuliancheng
Pungdo – Seonghwan – Pjöngjang – Yalu – Jiuliangcheng – Lüshunkou – Weihaiwei – Yingkou – Pescadoren

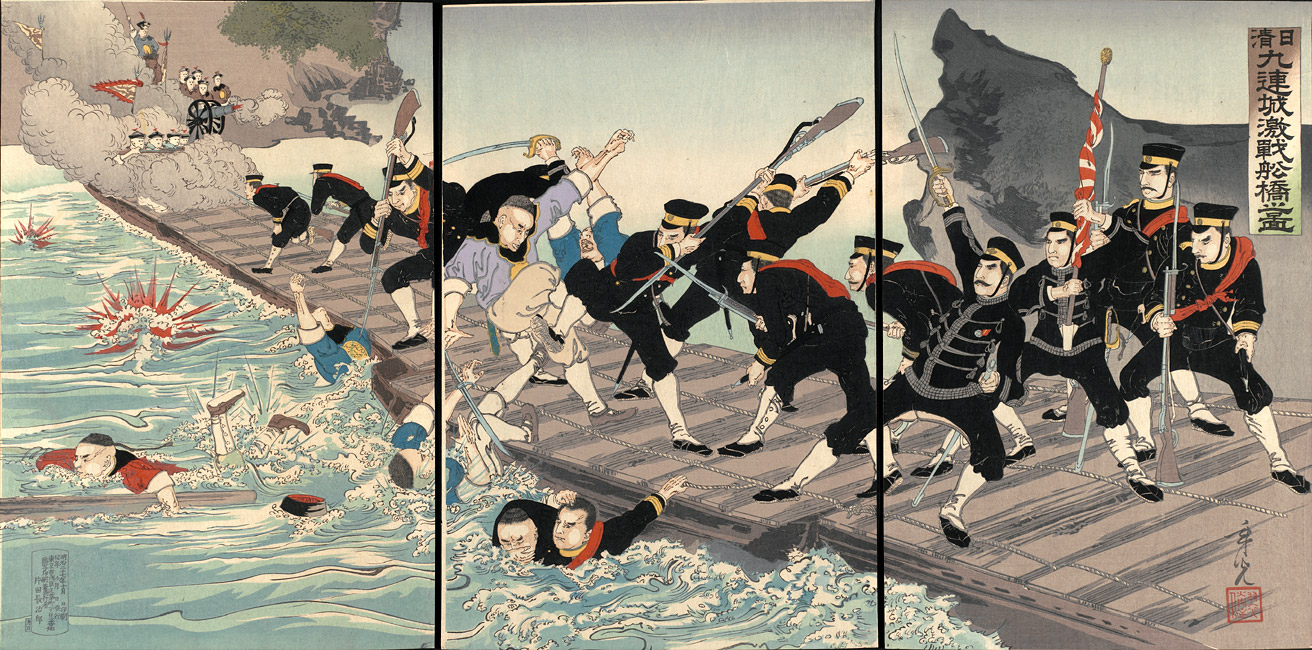
Darstellung der Schlacht von Jiuliancheng (Fukushima Toshimitsu, 1894)

Die Schlacht von Jiuliancheng fand vom 24. Oktober bis zum 26. Oktober 1894 am Yalu an der Grenze zwischen Korea und dem Kaiserreich China der Qing-Dynastie während des Ersten Japanisch-Chinesischen Krieges statt. Die japanischen Kräfte konnten die chinesischen Truppen, welche sich nach ihrer Niederlage bei Pjöngjang aus Korea zurückgezogen und am Yalu Verteidigungsstellungen bezogen hatten, am ersten Gefechtstag besiegen.

## Hintergrund
Nach der Niederlage von Pjöngjang hatten sich die chinesischen Truppen an den Fluss Yalu, rund 200 Kilometer nördlich der koreanischen Hauptstadt, zurückgezogen. Der chinesische Befehlshaber Song Qing hatte die Absicht den Fluss zur Verteidigung zu nutzen. Seine Truppen bezogen Schützengräben und Unterstände am Nordufer des Flusses. Währenddessen sammelten sich die Japaner am Südufer. Die Chinesen richteten ihr Hauptquartier in Jiuliancheng ein und befestigten das Flussufer ausgehend von ihrem Hauptquartier auf einer Breite von 10 respektive 16 Kilometern entlang des Flussverlaufs. Die chinesische Seite verfügte über rund 25.000 Soldaten.

## Verlauf
Am 23. Oktober erreichte die 1. Armee des japanischen Heeres unter Feldmarschall Yamagata Aritomo den Yalu. Der japanische Angriff erfolgte am Folgetag. Unbemerkt von den Verteidigern konnten die japanischen Soldaten am 24. November eine Pontonbrücke über den Fluss errichten. Die japanischen Truppen griffen nach Übergang über die Pontonbrücke am 25. November die chinesischen Stellungen an. Dabei erfolgte ein Scheinangriff in der Mitte der chinesischen Stellungen, während der Hauptangriff über die Flanke erfolgte. Für den 26. Oktober planten die japanischen Kräfte den Angriff auf die befestigte Stellung bei Jiuliancheng, um diese am Angriffstag verlassen vorzufinden. Am selben Tag begann der ungeordnete Rückzug der chinesischen Streitkräfte.

## Folgen
Nach der Schlacht nahmen die japanischen Streitkräfte die Verfolgung der zurückgehenden chinesischen Truppen auf und setzten ihren Vormarsch in Nordchina fort. Die Truppen von General Song gingen bis auf Mukden zurück, um die Verteidigung des Stammsitzes der Qing-Dynastie vorzubereiten. Die Niederlage am Yalu machte den Weg frei für die Eroberung von Lüshunkuo.
Nach Jiuliancheng hörte die chinesische Presse auf falsche Siegesmeldungen zu verbreiten und schilderte die Schlacht als Niederlage einer heroisch kämpfenden, zahlenmäßig unterlegenen Truppe. Durch den Einsatz von ausländischen Kriegsberichterstattern konnte die japanische Führung die Schlacht wie die vorhergegangene in Pjöngjang als Zeichen der militärischen Überlegenheit propagandistisch nutzen.